# Élections en Autriche
L'Autriche est une république fédérale dont les institutions politiques sont régies par la Constitution fédérale (Bundesverfassungsgesetz).
Cinq types d'élections ont lieu en Autriche :
- les élections européennes ;
- les élections législatives ;
- l'élection présidentielle ;
- les élections régionales ;
- les élections communales.

## Élections européennes

### Modalités du scrutin
Les élections européennes sont les élections des députés au Parlement européen. Elles sont régies par l'article 14 du Traité sur l'Union européenne, l’article 23 de la Constitution fédérale de l'Autriche et par la Loi fédérale de 1996 sur l'élection des députés au Parlement européen (Bundesgesetz über die Wahl der Mitglieder des Europäischen Parlaments, dite « EuWO »).
Les députés européens sont élus au suffrage universel direct pour un mandat de cinq ans. Les élections européennes ont eu lieu pour la première fois en 1996, après que l’Autriche a adhéré à l'Union européenne en 1995 ; elles ont lieu tous les cinq ans depuis 1999. Le nombre de sièges à pourvoir est variable ; il est fixé pour chaque législature par une décision conjointe du Parlement européen et du Conseil des ministres. Les citoyens autrichiens et les citoyens d'un autre État membre de l’Union européenne résidant en Autriche ont le droit de vote. Le mode de scrutin est proportionnel. Le territoire de l'Autriche est une circonscription unique.

### Historique
- Élections européennes de 1996 en Autriche
- Élections européennes de 1999 en Autriche
- Élections européennes de 2004 en Autriche
- Élections européennes de 2009 en Autriche
- Élections européennes de 2014 en Autriche
- Élections européennes de 2019 en Autriche

## Élections législatives

### Modalités du scrutin
Les élections législatives sont les élections des députés au Conseil national, qui est la chambre basse du Parlement autrichien. Elles sont régies par les articles 26 et 27 de la Constitution fédérale de l'Autriche, et par la Loi fédérale de 1992 sur les élections au Conseil national (Bundesgesetz über die Wahl des Nationalrates, dite « NRWO »).
Le Conseil national est composé de 183 députés élus au suffrage universel direct pour un mandat de cinq ans. Ont le droit de vote tous les Autrichiens âgés de seize ans révolus le jour du vote ; sont éligibles ceux qui sont âgés de dix-huit ans révolus. Le mode de scrutin est proportionnel. Les 9 Länder de l'Autriche sont divisés en 43 circonscriptions électorales.

### Historique
- Élections législatives autrichiennes de 1945
- Élections législatives autrichiennes de 1949
- Élections législatives autrichiennes de 1953
- Élections législatives autrichiennes de 1956
- Élections législatives autrichiennes de 1959
- Élections législatives autrichiennes de 1962
- Élections législatives autrichiennes de 1966
- Élections législatives autrichiennes de 1970
- Élections législatives autrichiennes de 1971
- Élections législatives autrichiennes de 1975
- Élections législatives autrichiennes de 1979
- Élections législatives autrichiennes de 1983
- Élections législatives autrichiennes de 1986
- Élections législatives autrichiennes de 1990
- Élections législatives autrichiennes de 1994
- Élections législatives autrichiennes de 1995
- Élections législatives autrichiennes de 1999
- Élections législatives autrichiennes de 2002
- Élections législatives autrichiennes de 2006
- Élections législatives autrichiennes de 2008
- Élections législatives autrichiennes de 2013
- Élections législatives autrichiennes de 2017
- Élections législatives autrichiennes de 2019

## Élection présidentielle

### Modalités du scrutin
L'élection présidentielle est l’élection du Président fédéral. Elle est régie par l'article 60 de la Constitution fédérale de l'Autriche, et par la Loi fédérale de 1971 sur l'élection du Président fédéral (Gesamte Rechtsvorschrift für Bundespräsidentenwahlgesetz, dite « BPräsWG »).
Le Président fédéral est élu au suffrage universel direct pour un mandat de six ans. Il est rééligible une seule fois. Ont le droit de vote tous les Autrichiens âgés de seize ans révolus le jour du vote ; sont éligibles ceux qui sont âgés de trente-cinq ans révolus. Le candidat qui obtient la majorité absolue des suffrages est élu. Si aucun candidat n’est élu au premier tour, un second tour est organisé auquel participent les deux candidats qui ont obtenu le plus grand nombre de suffrages exprimés.

### Historique
- Élection présidentielle autrichienne de 1945
- Élection présidentielle autrichienne de 1951
- Élection présidentielle autrichienne de 1957
- Élection présidentielle autrichienne de 1963
- Élection présidentielle autrichienne de 1965
- Élection présidentielle autrichienne de 1971
- Élection présidentielle autrichienne de 1974
- Élection présidentielle autrichienne de 1980
- Élection présidentielle autrichienne de 1986
- Élection présidentielle autrichienne de 1992
- Élection présidentielle autrichienne de 1998
- Élection présidentielle autrichienne de 2004
- Élection présidentielle autrichienne de 2010
- Élection présidentielle autrichienne de 2016

## Élections régionales

### Modalités du scrutin
Les élections régionales sont les élections des députés aux Landtäge, qui sont les parlements des neuf Länder qui composent l’Autriche. Elles sont régies par l'article 95 de la Constitution fédérale de l'Autriche, et par les constitutions respectives des Länder.
Les députés de chaque Landtag sont élus au suffrage universel direct pour un mandat de cinq ans, sauf en Haute-Autriche où il est de six ans. La constitution de chaque Land définit les modalités du scrutin dans les limites fixées par la loi fédérale : les conditions de vote et d'éligibilité ne doivent pas être plus strictes que celles des élections au Conseil national, et le scrutin doit être proportionnel.

### Historique
- Élections régionales en Basse-Autriche
- Élections régionales dans le Burgenland
- Élections régionales en Carinthie
- Élections régionales en Haute-Autriche
- Élections régionales en Salzbourg
- Élections régionales en Styrie
- Élections régionales dans le Tyrol
- Élections régionales à Vienne
- Élections régionales dans le Vorarlberg

## Élections communales

### Modalités du scrutin
Les élections communales sont les élections des conseillers communaux dans les Gemeinderäte, qui sont les assemblées des communes d’Autriche. Elles sont régies par l'article 117 alinéa 2 de la Constitution fédérale de l'Autriche, et par les constitutions respectives des Länder.
Les députés de chaque Gemeinderat sont élus au suffrage universel direct. La constitution de chaque Land définit les modalités du scrutin dans les limites fixées par la loi fédérale : les conditions de vote et d'éligibilité ne doivent pas être plus strictes que celles des élections au Conseil national, et le scrutin doit être proportionnel.